# Université franciscaine de Steubenville
Pour les articles homonymes, voir FUS.
L'université franciscaine de Steubenville (Franciscan University of Steubenville ou FUS) est une université privée catholique américaine sise à Steubenville dans l'Ohio. L'université accueille 2 716 étudiants à l'automne 2015, incluant 2 454 étudiants dans le campus, dans 40 cursus undergraduate et 8 cursus supérieurs. Les étudiants sont à 97% catholiques et l'université a le plus grand nombre d'étudiants ayant choisi la  théologie, la catéchèse, et la philosophie de toutes les universités catholiques des États-Unis.
L'établissement est fondé comme « collège de Steubenville » en 1946 par des Franciscains du Tiers-Ordre à la requête de Mgr Mussio, premier évêque de Steubenville. En 1974, le R.P. Michael Scanlan, T.O.R., devient président de l'université et prend des mesures pour restaurer l'héritage catholique de l'établissement. L'établissement devient l'université de Steubenville en 1980 lorsqu'il acquiert ce statut et en 1986 prend le nom d'université franciscaine de Steubenville. Sa devise est Fortitudo et Prudentia.

## Histoire
En 1946, le premier évêque de ce nouveau diocèse, Mgr Mussio, invite des frères franciscains à ouvrir un collège universitaire destiné aux étudiants de la région et spécialement aux jeunes anciens combattants revenus de la guerre. En juin 1946, les frères acceptent l'offre et achètent l'immeuble des Knights of Pythias (loge franc-maçonne) dans le centre-ville de Steubenville, déboursant 350 000 dollars pour lancer le collège de Steubenville. Le nombre d'étudiants va croissant si bien que de nouveaux bâtiments sont acquis. L'accréditation du collège est obtenue en 1960 de la part de la North Central Association of Colleges and Schools.
Le collège est fort réputé dans ses premières années et rencontre un grand succès sous la présidence des Pères Daniel W. Egan, Kevin R. Keelan, et Columba J. Devlin. Cependant à la fin du second mandat de ce dernier en 1974, la crise post-conciliaire de l'Église et le bouleversement des mœurs dans la société occidentale frappent le collège avec un nombre en diminution des inscriptions et le départ d'enseignants. Il est même envisagé de le fermer. Lorsque le P. Michael Scanlan arrive à la direction il redonne un nouveau souffle, s'appuyant en particulier sur des groupes de prières charismatiques, et instituant des petits foyers d'étudiants et des conférences d'été attirant beaucoup de jeunes, et rouvre des cours de théologie. Mais il faut plusieurs années avant d'engager une nouvelle dynamique. L'établissement devient de nouveau réputé pour ses cours de théologie, ses cours de business et son école supérieure d'infirmières qui est habilitée par le gouvernement de l'Ohio en 1984 puis est accréditée par la National League of Nursing en 1985.
De plus, le P. Scalan institue un serment de fidélité au Magisterium pour les professeurs de théologie. Sous sa houlette, le cursus de théologie devient le plus important de toutes les universités catholiques du pays. Il met aussi en place un programme d'études intitulé « études sur la vie humaine », le seul de ce genre aux États-Unis. Vers l'an 2000, l'établissement connaît donc une croissance importante avec 2 100 étudiants, le double que dans les années 1970.

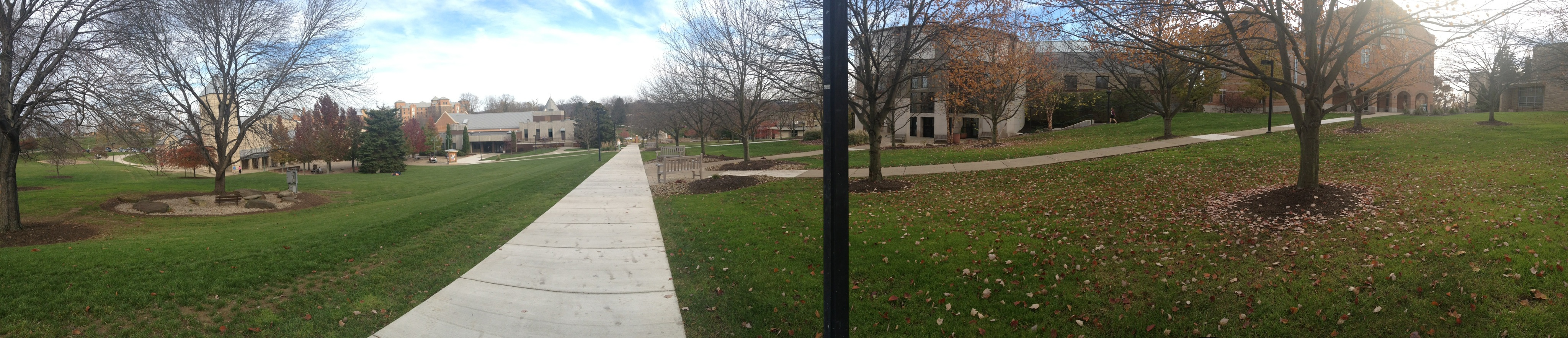